# Маньчжурская белозубка
Маньчжурская белозубка (Crocidura shantungensis) — вид землеройки из рода белозубок (Crocidura). Встречается в Восточной Азии: на юге Сибири в России, на значительной территории Китайской Народной Республики, в  Корее на острове Чеджудо, на островах Цусима и Камисима, принадлежащих Японии и на острове Тайвань.

## Описание
Зверёк мелких размеров, лёгкого телосложения. Длина тела от 53 до 62 милиметров, хвост относительно кроткий - 25-26 мм, составляет около 70% длины тела. Он очень широкий у основания и сужается к кончику хвоста, а также имеет многочисленные осязательные щетинки. Стопа - 10.8-11.6 мм.  Окраска двухцветная, шерсть на спине тусклого серовато-бурого цвета, брюхо светло-серое. Маньчжурская белозубка одна из самых маленьких видов Crocidura в Евразии, она примерно такого же размера, как те, что обитают только на острове Хайнань Crocidura wuchihensis и Crocidura indochinensis. Брюхо у неё несколько светлее, чем у C. wuchihensis.
Зубная формула — 1-3-1-3/1-1-1-3=28. Общая длина черепа — 15,5—17 миллиметров. Как и у всех видов рода, у этого вида на половине  верхней челюсти — один резец (Incisivus), а затем три промежуточных зуба, один премоляр и три моляра. Однако на нижней челюсти у него есть единственный клык (Сaninus) позади резца. Всего у животных набор из 28 зубов. Как и у всех белозубок, коронки зубов не пигментированы, в отличие от бурозубок.
Хромосомный набор 2n = 40, NFа = 46, в кариотипе 15 пар акроцентриков, 4 пары метацентриков. X-хромосома — крупный метацентрик, Y — средний акроцентрик.

## Распространение
Маньчжурская белозубка встречается  на юге Сибири в России, на значительной территории Китайской Народной Республики, в  Корее на острове Чеджудо, на островах Цусима и Камисима, принадлежащих Японии и на острове Тайвань. В Китае этот вид был обнаружен почти во всех провинциях центрального и восточного Китая, то есть в Хейлунцзян, Ляонин, Цзилинь, Сычуань, Юньнань , Гуйчжоу, Хэбэй, Шэньси, Ганьсу, Цинхай, Пекин, Шаньдун, Шаньси , Аньхой, Чжэцзян и Цзянсу. 
На территории России встречается на нескольких небольших приграничных участках. Во-первых, заходи на территорию Бурятии по долине реки Селенга, самая западная находка — нижнее течение р. Джида, затем оз. Гусиное, самая северная точка пойма реки Иволга, среднее течение р. Чикой и югу от г. Кяхта. Другой небольшой участок долина р. Кыра, и в Забайкальском районе (падь Иккари). В Приморье обнаружена в устье р. Бикин, оттуда идёт на юг до Уссурийского заповедника, где огибает Сихоте-Алинь и вдоль северного склона поднимается до устья р. Кема, к югу от этой точки все побережье Японского моря до корейской границы. Отмечена на островах Путятин и Попов в Заливе Петра Великого.

## Образ жизни
Маньчжурская белозубка встречается во многих местах обитания, от сухих полупустынь и степей на западе до хвойных и лиственных лесов, частично также горных лесов, на юге и в центральном Китае. На юго-востоке этот вид также встречается в интенсивно используемых сельскохозяйственных угодьях вдоль реки Янцзы. В Японии этот вид обитает вдоль рек и в кустарниках на окраинах сельскохозяйственных угодий и в холмистой местности. На севере ареала предпочитает пойменные луш=га с зарослями кустарника. В Монголии на хр. Хэнтей встречается на остепненных склонах южной экспозиции с редкой растительностью. В Тайване в низкогорья не выше 100 м над ур. м.  Как и малая белозубка охотно посещает жилье человека, во Владивостоке её отлавливали в многоэтажных панельных домах, в заповеднике Кедровая падь в сельских постройках. 
На севере ареала везде редка, к югу численность растёт. В Корее обычный вид. В китайской провинции Чжецзян многочисленна. 
Как и все землеройки, этот вид питается беспозвоночными, в первую очередь насекомыми.  В желудках обнаружены личинки и взрослые пластинчатоусые жуки, личинки имаго двукрылых, гусеницы бабочек, многоножки и дождевые черви. 
В Приморье за сезон может быть 3 помёта. Среднее число эмбрионов 4.5 (Приморье), 3 (Тайвань). На острове Цусима выводок 4—7 детёнышей. Сеголетки участвуют в размножении, причем доля таковых у самцов выше, чем у самок. 
У новорожденных шерсть появляется на 3-й день на всём теле, на 9-й день открываются глаза, на 14-й день прекращается молочное кормление, на 20-й молодые достигают размеров взрослых.

## Систематика
Азиатская землеройка рассматривается как самостоятельный вид в составе рода белозубок (Crocidura), который насчитывает около 170 видов. Первое научное описание было сделано Джерритом Смитом Миллером в 1901 году, который описал этот по особе из провинции Шаньдун. Этот вид долгое время рассматривался как подвид Crocidura suaveolens. Её также включали и в  Crocidura dsinezumi и в Crocidura russula.  
В дополнение к номинальной форме Crocidura shantungensis shantungensis в качестве второго подвида этого вида выделяют Crocidura shantungensis quelpartis. С другой стороны Роберт Хоффманн и Деррин Лунде в дополнение к C. s. shantungensis выделяют в Китае  три подвида,  это C. s. hosletti, C. s. orientis и C. s. phaeopus.

## Угроза и защита
Международный союз охраны природы и природных ресурсов (МСОП) классифицирует маньчжурскую белозубку как вызывающую наименьшее беспокойство из-за ее большой площади ареала, высокой численности популяции и отсутствия угроз.